# Березянський Павло Андрійович
Павло Андрійович Березянський (нар. 22 серпня 2000) — український футболіст, захисник «Миколаєва».

## Життєпис
Вихованець миколаївських клубів «Торпедо» та «Миколаїв», за які виступав у ДЮФЛУ до 2016 року. Потім переведений у «Миколаїв-2», у футболці якого дебютував 19 листопада 2017 року в переможному (3:0) домашньому поєдинку 22-го туру групи «Б» Другої ліги України проти запорізького «Металурга». Павло вийшов на поле на 86-й хвилині, замінивши Артема Бессалова. Дебютним голом у доромлому футболі відзначився за «Миколаїв-2» 11 серпня 2019 року на 61-й хвилині нічийного (1:1) домашнього поєдинку 3-го туру групи Б Другої ліги проти одеського «Реал Фарма». Березянський вийшов на поле в стартовому складі та відіграв увесь матч. У першій команді «корабелів» дебютував 20 жовтня 2019 року в нічийному (1:1) виїзному поєдинку 14-го туру Першої ліги України проти запорізького «Металурга». Павло вийшов на поле в стартовому складі та відіграв увесь матч.